# Horst Janson
Horst Janson (ur. 4 października 1935 w Mainz-Kastel, zm. 28 stycznia 2025 w Grünwaldzie) – niemiecki aktor.

## Życiorys

### Wczesne lata
Jest synem adwokata. Dorastał w Moguncji, Bad Soden am Taunus i Wiesbaden. Występował w przedstawieniach szkolnych. W 1951 roku zaliczył pomyślnie test umiejętności na scenie Frankfurter Bühnengenossenschaft w Wiesbaden. Grał w sztuce Alfreda de Musseta Lorenzaccio w Hessisches Staatstheater Wiesbaden. Naukę kontynuował w studiu Universum Film AG.

### Kariera
Po występie w serialu Piszę z kimś (Sie schreiben mit, 1958), zwrócił na siebie uwagę rolą młodego studenta medycyny Mortena Schwarzkopfa w ekranizacji powieści Tomasza Manna Buddenbrookowie (Buddenbrooks, 1959). Popularność zdobył jako Mashim w komedii muzycznej Szklanka wody (Das Glas Wasser, 1960) z udziałem Gustafa Gründgensa. Szerokiej publiczności stał się znany jako tytułowy pierwszy męski charakter z długimi włosami w historii niemieckiej telewizji, postać dobrodusznego nauczyciela w Monachium w 13-częściowym serialu ZDF Bastian (1973).
Jego partnerami na ekranie byli m.in. Don Murray i Christine Kaufmann w dramacie wojennym Roberta Siodmaka Ucieczka z Berlina Wschodniego (Escape from East Berlin, (1962), Anthony Perkins w dramacie kryminalnym Miecz i waga (Le Glaive et la balance, 1963), Tony Curtis, Michèle Mercier i Charles Bronson w komedii przygodowej Petera Collinsona Najemnicy (You Can't Win 'Em All, 1970), Peter O’Toole, Siân Phillips i Philippe Noiret w dramacie wojennym Petera Yatesa Prywatna wojna Murphy’ego (Murphy's War, 1971), Lee Marvin, Roger Moore, Barbara Parkins i Ian Holm w komedii przygodowej Petera R. Hunta Krzycząc diabłu w twarz (Shout at the Devil, 1976).
Zajmował się także dubbingiem, użyczył swojego głosu w programie edukacyjnym dla dzieci Ulica Sezamkowa (Sesamstraße, 1980–1983) i w filmie o agencie 007 Jamesie Bondzie Licencja na zabijanie (Licence to Kill, 1989).
Od grudnia 2008 do stycznia 2009 i od kwietnia do maja 2009 grał rolę dr Paula Wielandera w telenoweli ARD Burza uczuć (Sturm der Liebe).

## Życie prywatne
W latach 1973–76 był żonaty aktorką z Moniką Lundi. 10 lipca 1982 zawarł związek małżeński po raz drugi z Hellą Helgardt Ruthardt. Mieli dwie córki: Sarah-Jane (ur. 1984) i Laura-Marie (ur. 1986).

### Śmierć
W czerwcu 2024 doznał udaru mózgu, po którym dwa miesiące później nastąpił kolejny, obejmujący krwiak śródczaszkowy. W wyniku upadku doznał złamania nadgarstka, czego skutkiem powstało zakażenie szpitalne. Zmarł 28 stycznia 2025 w Grünwaldzie z powodu powikłań w wieku 89 lat.

## Filmografia

### Filmy
- 1959: Buddenbrookowie (Buddenbrooks) jako Morten Schwarzkopf
- 1960: Szklanka wody (Das Glas Wasser) jako Mashim
- 1962: Ucieczka z Berlina Wschodniego (Escape from East Berlin) jako Günther Jurgens
- 1963: Miecz i waga (Le Glaive et la balance)
- 1970: Ucieczka McKenzie (The McKenzie Break) jako porucznik Herbert Neuchl
- 1971: Kapitan (Der Kapitän) jako Jörg Neher
- 1971: Prywatna wojna Murphy’ego (Murphy’s War) jako kapitan niemieckiej łodzi podwodnej
- 1974: Kapitan Kronos – Łowca wampirów (Captain Kronos – Vampire Hunter) jako Kronos
- 1976: Krzycząc diabłu w twarz (Shout at the Devil) jako Kyller
- 1979: Steiner – Żelazny krzyż 2 (Steiner – Das eiserne Kreuz, 2. Teil) jako kapitan Berger
- 1984: Nie pora na śmierć (Danger – Keine Zeit zum Sterben) jako Martin Forster
- 1986: Ostatnie dni Pattona (The Last Days of Patton) jako baron von Wangenheim
- 1994: Powrót do Vukovaru (Vukovar se vraća kući)
- 1999: Betonowa pułapka (Bunker – Eine todsichere Falle) jako generał Kilian
- 2000: Miłość, śmierć i kalorie (Liebe, Tod & viele Kalorien) jako Kurt Markmann
- 2005: Małe greckie wesele (Unter weißen Segeln – Odyssee der Herzen) jako kapitan

### Seriale
- 1958: Piszę z kimś (Sie schreiben mit)
- 1973: Bastian (Der Bastian) jako Bastian
- 2005: Inga Lindström: Droga do ciebie (Inga Lindström: Der Weg zu dir) jako Tore Hasselrot
- 2006: SOKO 5113 jako Konrad von Senggen
- 2008–2009: Burza uczuć (Sturm der Liebe) jako dr Paul Wielander
- 2009: Z boską pomocą (Um Himmels Willen) jako Fritz Rickenbacher
- 2009: SOKO 5113 jako dr Jan Rudolph
- 2012: Ostatni gliniarz (Der letzte Bulle) jako Hannes Kampeter
- 2013: Miejsce zbrodni: Borowski i anioł (Tatort: Borowski und der Engel) jako von Meeren
- 2014: Krąg miłości (Familie Dr. Kleist) jako Friedrich Mattes